# Münchweiler am Klingbach
Münchweiler am Klingbach là một đô thị thuộc huyện Südliche Weinstraße, trong bang Rheinland-Pfalz, phía tây nước Đức. Đô thị này có diện tích 2,14 km², dân số thời điểm ngày 31 tháng 12 năm 2006 là 223 người.